# 巢湖市
巢湖市位于中国安徽省中部，是安徽省直辖、由合肥市代管的一个县级市。市人民政府駐姥山路1号。

## 历史
巢湖市在旧石器时代已有原始人类居住。1982年至1986年间，考古人员经3次发掘，在巢湖市南的银屏山银山村一块不完整的人类枕骨、一块附连3枚牙齿的左上颌骨及3枚牙齿，经鉴定属于早期智人化石，距今约16万至20万年，命名为“银山智人”。
巢湖市有文字记载的有三千多年。商朝地属南疆，故称南巢；《尚书·仲虺之诰》：“成汤放桀于南巢”。周朝时为巢（伯）国地；春秋时为楚属国；巢国多次被吴所占，周元王四年（前472年），越灭吴，巢国还楚。秦统一后置郡县，今柘皋一带为橐皋县，今巢湖以南为居巢县，也作居鄛，两县均属九江郡。东汉末年，居巢为曹操占据，此后隶属曹魏。西晋在原居巢境内分设居巢、临湖、襄安，隶属庐江郡。隋开皇元年（581年），襄安属庐江郡；《隋书·地理志》：襄安“有龟山、紫微山、亚父山、半阳山、白石山、四鼎山”；至此，今巢湖市东、西、北方位大致形成。唐武德七年（624年），合开城、扶阳两县为巢县（巢县一名此始，一说改襄安为巢县），隶属庐州。北宋太平兴国三年（978年）巢县属无为军。南宋景定三年（1262年）升巢县为镇巢军。元至元二十三年（1286年）称巢州，二十八年（1291年）置巢州为县，巢县县名至改置巢湖市前一直未变。
民国3年（1914年）属安徽省安慶道。民国28年（1939年）由属第三专区改第五专区。民国36年（1947年）4月到38年（1949年）1月，属安徽省第九行政督察专员公署。民国38年（1949年）1月，属新成立的江淮第五专员公署；6月，撤销皖西专署及江淮第五专署，成立巢湖专员公署，巢县隶属之。
1949年4月，巢县属皖北行署区巢湖专区，1952年，巢湖、宣城两专区合并成立芜湖专区，巢县属芜湖专区，1958年属合肥市，1961年4月复属芜湖专区。1965年5月，经国务院批复，巢湖专区于同年7月25日恢复，治巢县城关，巢县隶属之。1971年8月（一说3月），巢湖专区改称巢湖地区行政公署，巢县隶属不变。1982年11月，以巢县的部分地区设县级巢湖市，属巢湖地区。1983年10月，巢县撤销并入巢湖市。1999年7月9日，国务院正式批准撤销巢湖地区，设立地级巢湖市，撤销县级巢湖市，设立居巢区。1999年12月6日巢湖市居巢区举行揭牌仪式。2011年8月，国务院正式批复安徽省关于拆解巢湖市分别划归合肥市、芜湖市和马鞍山市的决定，撤销居巢区，改设县级巢湖市。
在2017年被评定为第五届全国文明城市。

## 地理

### 区位
巢湖市位于安徽省中部偏东、江淮丘陵南部，介于合肥、芜湖两市之间，地处东径117°25′～117°58′，北纬31°16′～32°之间。处于江淮之间，南滨长江，怀抱巢湖，东与含山县交界，西北与肥东县接壤，南与无为县毗邻，西南隔兆河与庐江县相对，东北隔滁河与全椒县相望。
巢湖市河湖等水域面积1266.7平方公里。全市地势北高南低，境内地形地貌复杂多样，其中以丘陵、平原为主，巢湖平原（皖中平原）素有“皖田肥美”之名，为安徽省重要的水稻、棉花、油菜及水产区。

### 地质
从晚震旦世至早志留世早期，巢湖属下扬子海海盆。志留纪期间中加里东运动造成安徽地壳大面积大幅度上升，巢湖一带海退后成海滩相沉积。中三叠世早期，巢湖一带地台发展稳定，进入大陆边缘活动带地史阶段。在经历了侏罗纪至第四纪安徽地块上升后，巢湖近代地貌特征完成塑造。
巢湖一带地层属扬子地层区、下扬子地层分区、六合巢县地层小区，出露的地层从第四系怀远组黏土层到上太古界阚集组杂岩，缺失第三系地层。
巢湖一带位于淮阳山字型构造和新华夏系第二隆起带的复合部位，属扬子准地台下扬子台坳北部的巢县穹断褶束和苏家湾凹褶束。区内发育有褶皱、断裂、裂隙构造，其中褶皱构造大都发生在印支旋回，而断裂构造则多活动于印支—燕山旋回。规模较大的褶皱有青苔山背斜、马家山向斜、凤凰山背斜、俞府大村向斜、旗山向斜。断裂构造以北西向、北东向、东西向为主，著名的郯庐断裂带贯穿地区。
巢湖有奇特地下的地质地层景观。除了地下溶洞、温泉、河流、峡谷以外，最罕见的是平顶山、马家山的中生代三叠纪地层奇观。它完整地保存了距今2.5亿年至1.9亿年间地球生物复苏的丰富信息，并拥有鱼类、双壳类、爬行类以及著名的“巢湖龙”等多种化石。这个重大发现，吸引了世界的目光。如今它已被国际地学界列为全球下三叠纪印度阶——奥伦尼克阶界线层型首选标准剖面，并将其列入国际地质年表，永载史册。 

### 气候
巢湖市的气候属于北亚热带湿润季风气候，具有雨量适中、光照充足、四季分明的特点。一年之中，一月的平均温度为最低，约为2.4～2.8℃；七月平均温度最高，约为28.2～28.4℃。全年平均气温在16℃左右，年平均最低气温约-7.5℃。
| 巢湖市气象数据（1971年至2000年） | 巢湖市气象数据（1971年至2000年） | 巢湖市气象数据（1971年至2000年） | 巢湖市气象数据（1971年至2000年） | 巢湖市气象数据（1971年至2000年） | 巢湖市气象数据（1971年至2000年） | 巢湖市气象数据（1971年至2000年） | 巢湖市气象数据（1971年至2000年） | 巢湖市气象数据（1971年至2000年） | 巢湖市气象数据（1971年至2000年） | 巢湖市气象数据（1971年至2000年） | 巢湖市气象数据（1971年至2000年） | 巢湖市气象数据（1971年至2000年） | 巢湖市气象数据（1971年至2000年） |
| 月份                             | 1月                              | 2月                              | 3月                              | 4月                              | 5月                              | 6月                              | 7月                              | 8月                              | 9月                              | 10月                             | 11月                             | 12月                             | 全年                             |
| -------------------------------- | -------------------------------- | -------------------------------- | -------------------------------- | -------------------------------- | -------------------------------- | -------------------------------- | -------------------------------- | -------------------------------- | -------------------------------- | -------------------------------- | -------------------------------- | -------------------------------- | -------------------------------- |
| 平均高温 °C（°F）                | 6.9 (44.4)                       | 8.9 (48.0)                       | 13.4 (56.1)                      | 20.6 (69.1)                      | 25.9 (78.6)                      | 28.9 (84.0)                      | 32.2 (90.0)                      | 32.1 (89.8)                      | 27.4 (81.3)                      | 22.3 (72.1)                      | 15.9 (60.6)                      | 9.9 (49.8)                       | 20.4 (68.7)                      |
| 平均低温 °C（°F）                | −0.2 (31.6)                      | 1.4 (34.5)                       | 5.5 (41.9)                       | 11.7 (53.1)                      | 17.1 (62.8)                      | 21.4 (70.5)                      | 25.0 (77.0)                      | 24.6 (76.3)                      | 19.7 (67.5)                      | 13.7 (56.7)                      | 7.2 (45.0)                       | 1.7 (35.1)                       | 12.4 (54.3)                      |
| 平均降水量 mm（）                | 40.0 (1.57)                      | 54.5 (2.15)                      | 92.6 (3.65)                      | 87.4 (3.44)                      | 114.1 (4.49)                     | 181.1 (7.13)                     | 181.5 (7.15)                     | 127.0 (5.00)                     | 74.6 (2.94)                      | 66.7 (2.63)                      | 53.0 (2.09)                      | 26.4 (1.04)                      | 1,098.9 (43.28)                  |
| 平均降水天数（≥ 0.1 mm）         | 9.0                              | 9.7                              | 13.1                             | 11.9                             | 11.5                             | 12.3                             | 11.8                             | 11.3                             | 9.4                              | 9.1                              | 7.8                              | 6.1                              | 123                              |
| 来源：Weather China              |                                  |                                  |                                  |                                  |                                  |                                  |                                  |                                  |                                  |                                  |                                  |                                  |                                  |

## 行政区划
巢湖市下辖11个镇、1个乡、6个街道。
中庙街道、亚父街道、卧牛山街道、凤凰山街道、天河街道、半汤街道、栏杆集镇、苏湾镇、柘皋镇、银屏镇、夏阁镇、中垾镇、散兵镇、烔炀镇、黄麓镇、槐林镇、坝镇和庙岗镇。

## 人口
根据巢湖市第七次全国人口普查结果，现将2020年11月1日零时，全市常住人口：（包含半汤街道）为727162人。

## 经济
2011年地区生产总值105亿元；三次产业比为11.5∶54.5∶34；规模以上工业实现增加值62亿元；财政收入10.48亿元；全社会固定资产投资95亿元；社会消费品零售总额54亿元；外贸进出口总额7000万美元。
2018年全市地区生产总值（GDP）完成381.4亿元，增长8.2%。完成规上工业总产值407.6亿元，增长16.1%；规上工业增加值91.4亿元，增长7.7%；全社会固定资产投资增长25.8%；社会消费品零售总额115.3亿元，增长12.1%；财政收入34.5亿元，增长11.3%，其中地方财政收入20.6亿元，增长12.5%；财政支出50.7亿元，增长19.1%。

### 产业
巢湖市依托丰富的石灰石资源，形成中国较大的水泥建材生产基地。全市有17家水泥生产企业，以中材安徽水泥、皖维集团、巢东水泥等企业为核心；建材企业以大国地板、中建材泰山纸面石膏板等企业为核心。2011年，水泥产业实现总产值40.51亿元，实现产品销售收入39.07亿元。
槐林镇是中国最大的渔网生产基地，依托金猴科技、华泰渔具等为首的近百家渔网企业为基础，打造“中国渔网城”。2011年，渔网产业实现总产值49.22亿元，实现产品销售收入51.19亿元。

## 交通
巢湖市具有良好的区位优势，交通比较便捷。

### 铁路
- 淮南铁路、合宁铁路、京福高速铁路、巢马城际铁路（建设中）穿境而过。
- 商杭客运专线：巢湖东站

### 公路
- 高速公路： 芜合高速公路、 沪蓉高速公路、 沪武高速、 巢黄高速、 明合高速，以及规划中的 宁合高速、 杭合高速、 合叶高速。
- 國道： 312国道、 329国道、 346国道。

巢湖境内有省道四条，计163.1公里：
- 105省道合（肥）马（鞍山）路巢湖区段，长39.275公里，途经烔炀镇、中垾镇、巢湖市城区和半汤街道。
- 331省道西（山驿）大（墅）路，原为国道312合浦路的一段，2000年划为省道，东起和县西葛，西至合肥大蜀山，巢湖区段长40.33公里，途经庙岗乡、柘皋镇和苏湾镇。
- 208省道柘（皋）无（为）路巢湖区段，长42.874公里，途经柘皋镇、夏阁镇、巢湖城区、天河街道和银屏镇。
- 316省道巢（湖）庐（江）路巢湖区段，长40.612公里，途经天河街道、散兵镇和槐林镇。

滨湖观光大道长38.794公里，途经卧牛山街道、中垾镇、烔炀镇、黄麓镇和中庙街道。双向四车道，沥青混凝土路面。全线共设大桥3座、中桥4座、小桥8座，另有分离式隧道一处。
- 縣道：巢湖縣道

### 水路
巢湖港是省内八大内河港口之一，距芜湖朱家桥外贸深水码头60公里、南京外贸港口110公里，是皖中重要的煤炭、建材、农副产品中转港。

### 空运
巢湖市区距离合肥新桥国际机场和南京禄口国际机场均100公里左右。

## 旅游
巢湖风光秀美，景色怡人；湖光、奇花、温泉、溶洞被称之为“四绝”。
- 巢湖：是中国五大淡水湖之一，现为中国国家级风景名胜区。

- 银屏山：位于巢湖市南郊。这里集奇花（千年牡丹）、怪洞（仙人洞）、古寺（龙兴寺）、名亭（牡丹亭）于一体。每年四月举办的牡丹观赏节为知名的旅游节。仙人洞口上方有高达五六十米的绝壁，岩石缝里，生长着一株野生牡丹，被誉为“天下第一奇花”。仙人洞是石灰岩溶洞，传为吕洞宾或邑人崔自然在此得道。洞分黑、白二洞，白洞宽敞，气势壮观，均高约20米，宽达80米，可容千人；黑洞曲径通幽，深不可测。

- 紫微洞：位于巢湖市北郊，洞内有大小两个天然井状出口，又称双井洞。洞长三千米，主洞长1500多米，是典型的地下河型洞穴，洞穴呈廊道状，以雄、奇、险、幽见长，融自然、人文景观于一体，为“江北第一洞”。

- 王乔洞：位于紫微洞景区内，是安徽省唯一一处摩崖石窟造像景观，两侧洞壁有南北朝时期石刻佛像620余尊，仅有一座观音佛像完好无损，余皆无头，成为千古之谜。

- 半汤温泉：位于巢湖市东北郊，汤山之麓。大小泉眼，星罗棋布，最大的有两口，一为烫泉，一为冷泉，两泉汇合为温泉，故名“半汤”，古人誉为“九福”之地。唐代诗人罗隐曾游半汤，留下“游水鱼心知冷暖，濯缨人足识炎凉”的名联。

- 姥山岛：是巢湖中最大的岛屿，距中庙3.5公里。传说陷巢州时，焦姥舍身济世，变成此山，所以得名；实为一亿多年前火山爆发形成的湖心岛。最高海拔105米，面积0.86平方千米，山地植被覆盖率达80%以上。山呈椭圆形，远看是三山，近瞧有九峰，为八百里巢湖唯一的“湖上绿洲”。山巅的文峰塔建于明崇祯四年（1631年），清光绪四年（1878年）续建完工。

- 中庙：古因居巢州、庐州中间，故曰“中庙”，被誉为“湖天第一胜境”。始建于东吴赤乌二年，历代屡废屡修。清光绪十五年李鸿章倡募重修，分前、中、后3殿，70余间，后殿藏经阁3层。

- 鼓山：位于巢湖市东郊，海拔206米。因其状似巨鼓得名，与旗山遥遥相对，民间有“鼓打旗摇凤点头”之说。景区内有鼓山塔、范增亭、莲花池、姑嫂塘等景点，鼓山寺为亚父公园主景区，是巢湖佛教胜地之一。

- 卧牛山：位于巢湖市区中心，海拔48米。山形似卧牛，康熙《巢县志》载：“卧牛山乃巢父、许由隐居之地”，“牛山晚眺”是古巢十景之一，古人誉之为“天与人间作画图，南谯曾说小姑苏”。现为卧牛山公园，绿树成阴，鸟语花香，山上建有望湖亭、晚翠亭。

- 龟山：位于巢湖市西郊，坐落在巢湖北岸，高126米，山形似巨龟，“夕照龟饮”自然逼真。湖边建灵龟望湖石雕一座，山腰筑有憩亭，可瞭瞰万顷碧波的巢湖。
- 洗耳池公园：位于巢湖市区东部，巢父在池边批评一代圣贤许由不过是“浮游于世，贪求圣名”之辈，许由用池中水洗耳、拭双目，此地便取名为“洗耳池”，这便是成语“洗耳恭听”的由来。
- 放王岗古墓群：放王岗相传为夏桀流放之地，《尚书》记载：“成汤伐桀，放于南巢。”1996年和1997年，放王岗相继发现了放王岗一号墓和北山头一号墓。放王岗一号墓主人吕柯为扬州刺史。放王岗古墓群现在也是巢湖市博物馆所在地。[9]
- 月亮湾湿地公园：位于巢湖市西部的烔炀镇，是巢湖岸边众多的湿地公园之一，目前建成的起步区为300亩。[10]

## 教育

### 高校
- 巢湖学院：是一所安徽省属本科院校。始创于1977年秋，2002年4月升格为巢湖学院。
- 合肥职业技术学院：是一所普通高等院校，2002年由原巢湖卫校、巢湖农校、巢湖财校合并成巢湖职业技术学院，后又并入巢湖电大、安徽省汽车技工学校、巢湖商校。2012年改为现名。
- 安徽长江职业学院：是一所普通高等院校，座落在巢湖黄麓科教园区。
- 安徽建筑大学城市建设学院：是教育部批准的本科层次全日制独立学院。学院新校区位于巢湖市黄麓科教园区。

### 中专
- 黄麓师范学校：由爱国将领张治中于1933年创办的一所师范学校，同时设有合肥幼儿师专黄麓教学点。

### 中学
- 巢湖市第一中学：前身是清雍正十二年（1734年）始建的“巢湖书院”，1959年被确定为安徽省重点中学，2000年11月被评为“安徽省示范高中”。
- 巢湖市第二中学：1947年创办至今，2004年被评定为“安徽省示范高中”。
- 巢湖市第三中学：位于城北凤凰山街道向阳社区，创建于1979年10月。[11]
- 巢湖市第四中学：建于1971年，2005年4月被定为“安徽省示范高中”。
- 烔炀中学：建于1959年9月，2005年4月被评定为“安徽省示范高中”。
- 槐林中学：建于1958年，2009年6月成为“安徽省示范高中”。

## 特产
巢湖市的特产以“巢湖三珍”为代表：
- 巢湖银鱼
- 巢湖螃蟹
- 巢湖白米虾

此外，还有以下特产 
- 居巢石榴
- 巢湖麻鸭
- 居巢欢团
- 巢湖蜂蜜
- 一品玉带糕

## 友好城市
- 法國 多勒